# Člen
Člén (tudi člèn) je del matematičnega izraza, ki ga od drugih delov ločita znaka plus ali minus. V členu lahko nastopa le množenje in potenciranje .
Dva izraza s tremi členi: {\displaystyle 5+2y-3ax}, {\displaystyle x^{2}-2xy+y^{2}}.
Člen je lahko tudi del aritmetičnega ali geometričnega zaporedja.